# Allgemeines Gewaltverbot
Das allgemeine Gewaltverbot gehört zu den Handlungsgrundsätzen der Vereinten Nationen und ist in der Charta der Vereinten Nationen in Artikel 2 Nr. 4 festgelegt. Es verbietet den Mitgliedsstaaten in ihren internationalen Beziehungen jede gegen die territoriale Unversehrtheit oder die politische Unabhängigkeit eines Staates gerichtete Androhung oder Anwendung von Gewalt.
Zugleich haben die Vereinten Nationen das Ziel, freundschaftliche Beziehungen zu entwickeln, den Weltfrieden und die internationale Sicherheit zu wahren sowie internationale Streitigkeiten durch friedliche Mittel nach den Grundsätzen der Gerechtigkeit und des Völkerrechts zu bereinigen oder beizulegen.
Die Charta ist die wichtigste positivrechtliche Rechtsquelle des Völkerrechts.

## Geschichte
In der europäischen Rechtsgeschichte unterliegt die Kriegführung seit der römischen Antike bestimmten Regeln. Unter christlichem Einfluss entwickelte Augustinus von Hippo im 4. Jahrhundert daraus die Lehre vom gerechten Krieg, der in der Absicht, einer gerechten Sache zu dienen, als legitim galt.
Im Absolutismus wurde Krieg als ein Mittel der Politik gesehen, über das nur der Herrscher im Rahmen seiner Kriegsfreiheit entscheidet. Jedoch wurde versucht, den Gewaltverzicht in der Politik zu etablieren. Allerdings mussten auch Fürsten ihre Gewalt gegeneinander rechtfertigen.
Jüngere Forschungen stellen die These infrage, es habe vor dem Ersten Weltkrieg ein „freies Recht zum Krieg“ gegeben. Demnach entwickelte sich ein erstes Kriegsverbot bereits seit dem Wiener Kongress von 1814/15 allmählich heraus – auch wenn dieses noch nicht vertragsrechtlich normiert war.
Am 2. Dezember 1823 erklärte der US-Präsident James Monroe das Prinzip der Nichteinmischung, die sogenannte Monroe-Doktrin, in einer State of the Union Address. 1907 wurde die Drago-Porter-Konvention auf der 2. Haager Friedenskonferenz angenommen, die einem Gläubigerstaat verbot, seine Forderungen mit Gewalt beim Schuldnerstaat durchzusetzen.
Ob Krieg beim Ausbruch des Ersten Weltkriegs verboten war, ist in der Forschung umstritten. Eine „klassische“ Forschungsmeinung geht davon aus, dass im 19. Jahrhundert ein „freies Recht zum Krieg“ galt. Die Zuschreibung der Alleinschuld an das Deutsche Reich im Vertrag von Versailles war demnach denn auch keine Sanktion für den Verstoß gegen ein Gewaltverbot, sondern sollte allein die Forderung nach Reparationen rechtfertigen. Diese Forschungsmeinung wird inzwischen von einer „revisionistischen“ Forschungsmeinung infrage gestellt (s. o.). Demnach existierte durchaus bereits im 19. Jahrhundert eine Norm, die Gewalt jenseits der Legitimation durch das Europäische Konzert der Großmächte untersagte. Das „freie Recht zum Krieg“ war demnach eine Erfindung militärnaher Juristen im Deutschen Kaiserreich.
Am 28. April 1919 etablierte die Satzung des Völkerbunds den Ständigen Internationalen Gerichtshof in Den Haag, der internationale Streitfragen wie  Grenzverläufe, Schifffahrtsangelegenheiten oder den Schutz ethnischer Minderheiten  friedlich beilegen sollte. Es fehlte jedoch ein international anerkanntes materielles Völkergesetzbuch, das Grundlage einer verbindlichen Konfliktbeilegung hätte sein können. Das Genfer Protokoll, das die Völkerbundsversammlung am 2. Oktober 1924 einstimmig beschloss, verurteilte in der Präambel den Angriffskrieg als internationales Verbrechen und verhängte in Artikel 2 ein umfassendes Kriegsverbot. Zulässig sollten nur noch Verteidigungs- und Sanktionskriege auf Beschluss des Völkerbundsrats sein. Zwar scheiterte das Protokoll im Frühjahr 1925 an der Ablehnung durch die neue britische Regierung, wies aber die Bahn für alle Beschränkungen des Krieges in der Folgezeit.
Am 1. Dezember 1925 wurden die Verträge von Locarno zur Sicherung der Grenzen unterzeichnet, die einem angegriffenen Staat die Unterstützung der anderen Vertragspartner zusicherten.
Im Briand-Kellogg-Pakt vom 27. August 1928 verpflichteten sich zunächst elf Staaten einschließlich Deutschlands, auf zwischenstaatliche Angriffskriege zu verzichten. „Die Hohen Vertragsschließenden Parteien erklären feierlich im Namen ihrer Völker, dass sie den Krieg als Mittel für die Lösung internationaler Streitfälle verurteilen und auf ihn als Werkzeug nationaler Politik in ihren gegenseitigen Beziehungen verzichten.“ Bis 1939 waren mehr als 60 Staaten dem Vertrag beigetreten, darunter auch die Sowjetunion und China. Damit deckte das Abkommen weite Teile der Welt ab und erreichte ein weithin geltendes Kriegsverbot. Er enthielt jedoch keine Klauseln dafür, wie angreifende Staaten von den anderen Vertragspartnern wirksam bestraft werden konnten.
Nach dem Zweiten Weltkrieg  unterzeichneten die 51 UN-Gründungsmitglieder am 26. Juni 1945 die Charta der Vereinten Nationen, die in Art. 2 Ziff. 4 ein absolutes Gewaltverbot festschreibt:

„Alle Mitglieder unterlassen in ihren internationalen Beziehungen jede gegen die territoriale Unversehrtheit oder die politische Unabhängigkeit eines Staates gerichtete oder sonst mit den Zielen der Vereinten Nationen unvereinbare Androhung oder Anwendung von Gewalt.“

## Begriff der Gewalt
Der Begriff der Gewalt ist strittig. Nach Meinung der westlichen Staaten fällt darunter nur die militärische Gewalt, nicht etwa der Gebrauch von Wirtschaftssanktionen, wie die Staaten der Dritten Welt fordern. Strittig war zunächst auch die Frage, ob Befreiungskriege unter den Begriff des Gewaltverbotes fallen, da Art. 2 Ziff. 4 UN-Charta nur davon spreche, dass Gewalt nicht gegen die „territoriale Integrität oder die politische Unabhängigkeit“ eines anderen Staates angewendet werden dürfe.
Die am 14. Dezember 1974 verabschiedete UN-Resolution 3314 enthält in Art. 1 der Anlage eine Definition der Aggression, die Befreiungsbewegungen ausnimmt.

„Aggression ist die Anwendung von Waffengewalt durch einen Staat, die gegen die Souveränität, die territoriale Unversehrtheit oder die politische Unabhängigkeit eines anderen Staates gerichtet oder sonst mit der Charta der Vereinten Nationen unvereinbar ist, wie in dieser Definition ausgeführt.“

Als Angriffshandlung gilt gem. Art 3:
- die Invasion oder der Angriff der Streitkräfte eines Staates auf das Hoheitsgebiet eines anderen Staates oder jede, wenn auch vorübergehende,  militärische Besetzung, die sich aus einer solchen Invasion oder einem solchen Angriff ergibt, oder jede gewaltsame Annexion des Hoheitsgebiets eines anderen Staates oder eines Teiles desselben;
- die Beschießung oder Bombardierung des Hoheitsgebietes eines Staates durch die Streitkräfte eines anderen Staates oder der Einsatz von Waffen jeder Art durch einen Staat gegen das Hoheitsgebiet eines anderen Staates;
- die Blockade der Häfen oder Küsten eines Staates durch die Streitkräfte eines anderen Staates;
- der Angriff der Streitkräfte eines Staates auf die Land-, See- oder Luftstreitkräfte oder auf die See- und Luftflotte eines anderen Staates;
- der Einsatz von Streitkräften eines Staates, die sich mit Zustimmung eines anderen Staates auf dessen Hoheitsgebiet befinden, unter Verstoß gegen die in dem entsprechenden Abkommen vorgesehenen Bedingungen oder jede Verlängerung ihrer Anwesenheit in diesem Gebiet über den Ablauf des Abkommens hinaus;
- die Tatsache, dass ein Staat, der sein Hoheitsgebiet einem anderen Staat zur Verfügung gestellt hat, zulässt, dass dieses Hoheitsgebiet von dem anderen Staat dazu benutzt wird, eine Angriffshandlung gegen einen dritten Staat zu begehen;
- das Entsenden bewaffneter Banden, Gruppen, Freischärler oder Söldner durch einen Staat oder in seinem Namen, wenn diese mit Waffengewalt Handlungen gegen einen anderen Staat ausführen, die auf Grund ihrer Schwere den oben aufgeführten Handlungen gleichkommen, oder die wesentliche Beteiligung daran.

Diese Aufzählung ist nicht abschließend (Art. 4). Ein Angriffskrieg ist ein Verbrechen gegen den Weltfrieden (Art. 5). Der Internationale Gerichtshof in Den Haag ist seit 1945 das Hauptrechtsprechungsorgan der Vereinten Nationen zur Beilegung von Streitigkeiten. Er ist an die Stelle des Ständigen Internationalen Gerichtshofs getreten, der von 1922 bis 1946 bestanden hat.
Am 11. Juni 2010 einigten sich die Vertragsstaaten auf der ersten Überprüfungskonferenz zum Römischen Statut des Internationalen Strafgerichtshofs auf eine Definition des Verbrechens der Aggression. Dabei handelt es sich um einen Tatbestand des Völkerstrafrechts, für dessen Ahndung der Internationale Strafgerichtshof zuständig ist, der ebenfalls in Den Haag sitzt.

## Ausnahmen
Von dem allgemeinen Gewaltverbot gibt es Ausnahmen. Die Ausnahmen sind im Detail allerdings umstritten.
- Es besteht das Recht zur Selbstverteidigung nach Artikel 51 der Charta der Vereinten Nationen. Bei einem bewaffneten Angriff gegen ein Mitglied der Vereinten Nationen darf dieses militärische Gewalt einsetzen. Für die Definition eines bewaffneten Angriffs wird auf die Aggressionsdefinition der UN-Generalversammlung aus dem Jahr 1974 zurückgegriffen. Danach besteht die Vermutung, dass der Staat, welcher zuerst militärische Gewalt verwendet hat, einen Akt der Aggression ausgeübt hat.[14] Die Art der Selbstverteidigung muss im Rahmen der Verhältnismäßigkeit bleiben.
- Unter das Recht der Selbstverteidigung fallen auch präventive Maßnahmen. Dafür muss ein militärischer Angriff jedoch zumindest unmittelbar bevorstehen.
- Nach Kapitel 7 der UN-Charta kann der UN-Sicherheitsrat eine Bedrohung oder einen Bruch des Friedens feststellen. Danach können auch weitere Maßnahmen, wie militärische Zwangsmaßnahmen nach Artikel 42 der Charta der Vereinten Nationen durch ein UN-Mandat legitimiert werden.
- Umstritten ist der Fall der „necessity“ als Teil des Selbstverteidigungsrechts. Danach kann ein Staat militärische Gewalt in einem anderen Staat ausüben, wenn sich dort eine nicht staatliche Organisation befindet und diese den militärisch intervenierenden Staat angreift. Nach der „unwilling or unable doctrine“ ist dies möglich, wenn der Staat, in der sich die aggressive nicht staatliche Organisation aufhält, nicht willens oder nicht in der Lage ist, gegen diese Organisation vorzugehen.[15]
- Was regelmäßig vorkommt, ist die Rettung eigener Staatsangehöriger in fremden Staaten. Solche Maßnahmen stießen bisher kaum auf Kritik.[16]

Diskutiert wurde, ob eine humanitäre Intervention, um gravierende Menschenrechtsverletzungen zu verhindern, eine Ausnahme vom Gewaltverbot darstellen kann. Damit wurde der NATO-Einsatz im Kosovokrieg 1999 gerechtfertigt. Allerdings wurde dies mehrheitlich kritisiert, sodass dies nicht als anerkannte Ausnahme gelten kann. Seither wird das Konzept der Schutzverantwortung verfolgt, das auch keine weitere Ausnahme vom allgemeinen Gewaltverbot vorsieht.